# Thaix
Thaix ist eine französische Gemeinde mit 43 Einwohnern (Stand: 1. Januar 2022) im  Département Nièvre in der Region Bourgogne-Franche-Comté (vor 2016 Bourgogne). Sie gehört zum Arrondissement Château-Chinon (Ville) und zum Kanton Luzy (bis 2015: Kanton Fours). 

## Geographie
Thaix liegt etwa 55 Kilometer ostsüdöstlich von Nevers am Rande des Morvan. Umgeben wird Thaix von den Nachbargemeinden Montaron im Norden und Nordosten, Rémilly im Osten und Südosten, Fours im Süden, Cercy-la-Tour im Westen sowie Saint-Gratien-Savigny im Nordwesten.

## Bevölkerungsentwicklung
| Jahr                       | 1962 | 1968 | 1975 | 1982 | 1990 | 1999 | 2006 | 2011 | 2016 |
| -------------------------- | ---- | ---- | ---- | ---- | ---- | ---- | ---- | ---- | ---- |
| Einwohner                  | 115  | 108  | 100  | 91   | 79   | 63   | 62   | 63   | 54   |
| Quellen: Cassini und INSEE |      |      |      |      |      |      |      |      |      |

## Sehenswürdigkeiten
- Kirche Saint-Martin aus dem 12. Jahrhundert
- Schloss Couëron
- Schloss L’Échelle aus dem 19. Jahrhundert

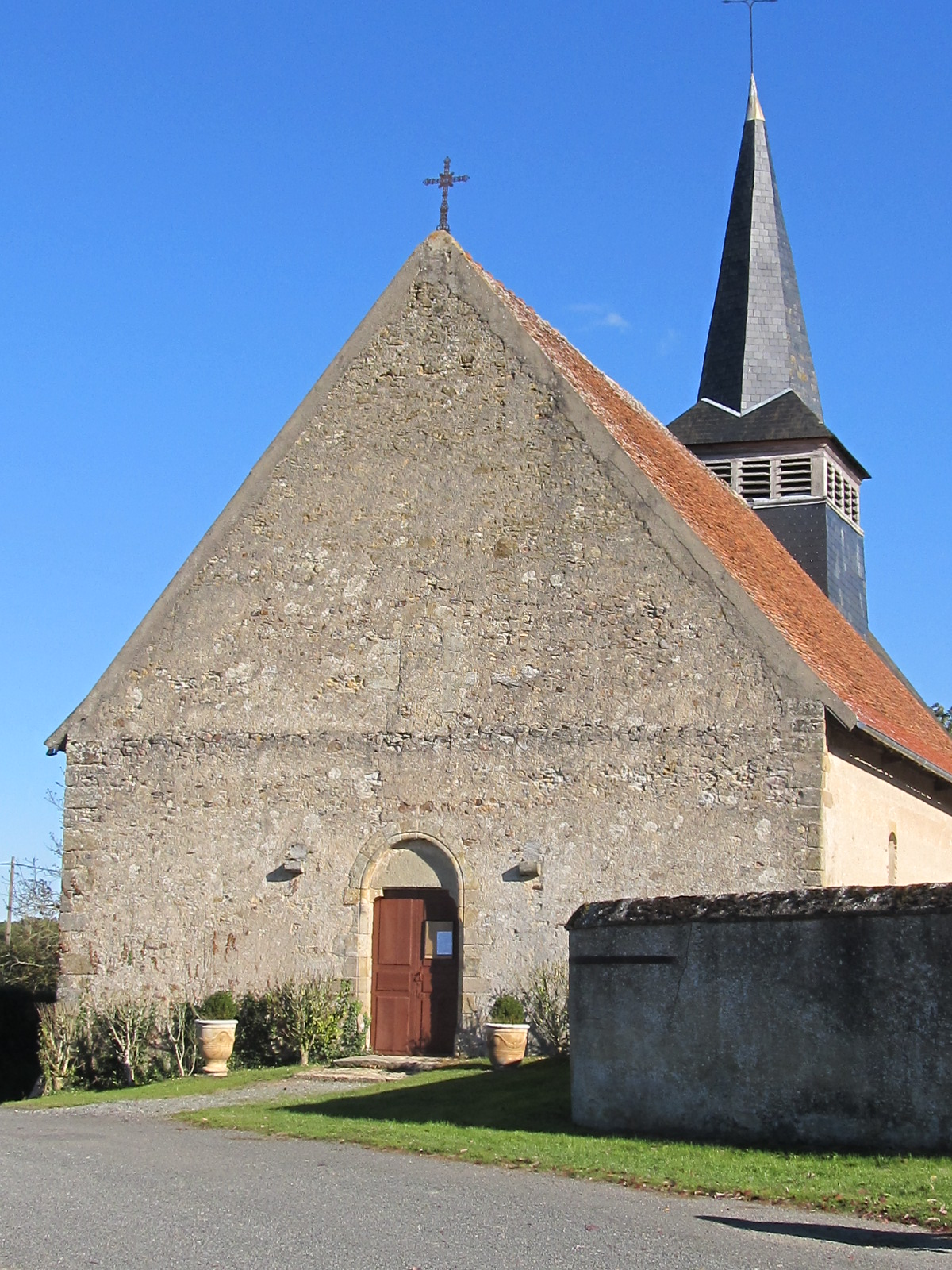
Kirche Saint-Martin
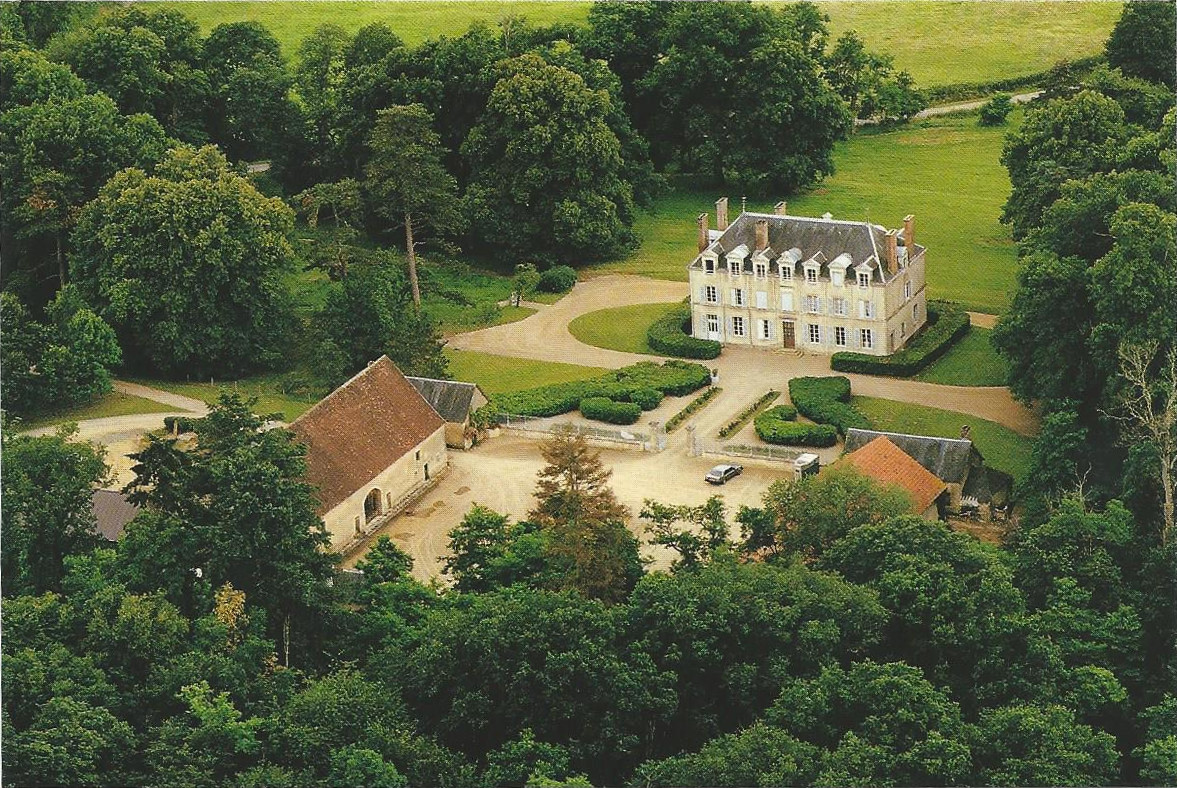
Schloss